# Boney M.-slágerek magyarul
A Boney M.-slágerek magyarul című kiadvány a Neoton 1993-ban megjelent albuma, melyen ismert Boney M.-slágereket dolgoztak fel. Az album csak kazettán jelent meg.

## Megjelenések
| Ország       | Formátum | Sorszám | Kiadó      | Év   |
| ------------ | -------- | ------- | ---------- | ---- |
| Magyarország | MC       | none    | Neoton Pro | 1993 |

## Az album dalai
- Rasputin
- Holiday
- Ragyogó hó
- Babylon
- Daddy Cool
- Ma Baker
- Sunny
- Barna lány a körben
- Január, február…
- El Lute

## Közreműködők
- Rajcs Renáta – ének
- Végvári Ádám – gitár, vokál
- Lippényi Gábor – szintetizátorok
- Keszthelyi Sándor, Schäffer Edina, Szomor Fanny – háttérének
- Baracs János – basszusgitár, vokál